# Mangabka
Mangabka (Lophocebus) – rodzaj ssaków naczelnych z podrodziny koczkodanów (Cercopithecinae) w obrębie rodziny koczkodanowatych (Cercopithecidae).

## Zasięg występowania
Rodzaj obejmuje gatunki występujące w Afryce.

## Morfologia
Długość ciała (bez ogona) samic 40–56 cm, samców 45–73 cm, długość ogona samic 55–80 cm, samców 65–100 cm; masa ciała samic 4–6,7 kg, samców 6–10 kg.

## Systematyka
Rodzaj zdefiniował w 1870 roku angielski zoolog John Edward Gray w publikacji swojego autorstwa poświęconej spisowi katalogowemu małp, lemurów i owocożernych nietoperzy znajdujących się w zbiorach Muzeum Brytyjskiego jednak nazwa którą ukuł – Semnocebus – okazał się być zajęta przez rodzaj ssaków należących do rodziny indrisowatych. Nową nazwę dla rodzaju nadał w 1903 roku amerykański zoolog Theodore Sherman Palmer. Na gatunek typowy Gray wyznaczył (oznaczenie monotypowe) mangabkę siwolicą (L. albigena).

### Etymologia
- Semnocebus: gr. σεμνος semnos ‘uroczysty, majestatyczny, dostojny’; κηβος kēbos ‘długoogoniasta małpa’[10].
- Lophocebus: gr. λοφος lophos ‘grzebień, czub’; κηβος kēbos ‘długoogoniasta małpa’[11].
- Cercolophocebus: zbitka wyrazowa nazw rodzajów: Cercocebus É. Geoffroy Saint-Hilaire, 1812 (mangaba) oraz Lophocebus Palmer, 1903 (mangabka)[4]. Gatunek typowy (oryginalne oznaczenie): Cercopithecus aterrimus Oudemans, 1890.
- Leptocebus: gr. λεπτος leptos ‘smukły, drobny’[12]; κηβος kēbos ‘długoogoniasta małpa’[13].

### Podział systematyczny
Do rodzaju należą następujące gatunki:
| Grafika | Gatunek                | Autor i rok opisu | Nazwa zwyczajowa   | Podgatunki         | Rozmieszczenie geograficzne | Podstawowe wymiary                      | Status IUCN |
| ------- | ---------------------- | ----------------- | ------------------ | ------------------ | --- | --------------------------------------- | ----------- |
|         | Lophocebus albigena    | (J.E. Gray, 1850) | mangabka siwolica  | gatunek monotypowy | południowy Kamerun (na południe od rzeki Sanaga), południowo-zachodnia Republika Środkowoafrykańska (na zachód od rzeki Ubangi), Gwinea Równikowa, Gabon i Kongo (na wschód od rzeki Ubangi)                                | DC: 45–73 cm DO: 67–100 cm MC: 4,7–9 kg | VU          |
|         | Lophocebus johnstoni   | (Lydekker, 1900)  | mangabka śniada    | gatunek monotypowy | Demokratyczna Republika Konga (na wschód i południe od rzeki Ubangi i na północ od rzeki Kongo), zachodnia Rwanda i zachodnie Burundi; być może północno-zachodnia Uganda (na zachód od rzeki Nil Biały) i Sudan Południowy | DC: 45–73 cm DO: 67–100 cm MC: 4,7–9 kg | NE          |
|         | Lophocebus osmani      | Groves, 1978      | mangabka ciemna    | gatunek monotypowy | południowo-wschodnia Nigeria (Park Narodowy Gashaka-Gumti) i zachodnio-środkowy Kamerun, od Edéa i przez rzekę Sanaga do płaskowyżu Kamerunu; rozmieszczenie niepewne                                                       | 45–73 cm DO: 67–100 cm MC: 4,7–9 kg     | NE          |
|         | Lophocebus aterrimus   | (Oudemans, 1890)  | mangabka czarna    | gatunek monotypowy | Demokratyczna Republika Konga, w centralnej części Kotliny Konga, na południe i zachód od zbiegu rzek Kongo-Lualaba | DC: 40–62 cm DO: 55–85 cm MC: 4,5–8 kg  | VU          |
|         | Lophocebus opdenboschi | Schouteden, 1944  | mangabka czubata   | gatunek monotypowy | południowo-zachodnia Republika Demokratyczna (lasy wzdłuż rzek Kwilu, Wamba i Kuango) i północna Angola | DC: 40–62 cm DO: 55–85 cm MC: 4,5–8 kg  | NE          |
|         | Lophocebus ugandae     | Matschie, 1913    | mangabka kryzowana | gatunek monotypowy | Uganda (wzdłuż północnego i północno-zachodniego brzegu Jeziora Wiktorii) oraz północno-zachodnia Tanzania | DC: 54–70 cm DO: 55–75 cm MC: 4–10 kg   | NE          |

Kategorie IUCN:  VU  – gatunek narażony;  NE  – gatunki niepoddane jeszcze ocenie.